# As Aventuras de Gui & Estopa
As Aventuras de Gui & Estopa är en brasiliansk Flash-animerad TV-serie som skapades och regisseras av Mariana Caltabiano för Cartoon Network den 2009.

## Karaktärer
- Gui "Iguinho" (Röstskådespelare: Mariana Caltabiano) en ung westie.[5]
- Estopa (Röstskådespelare: Eduardo Jardim) en fett grå hund som är Guis bästa vän.
- Cróquete Spaniel (Röstskådespelare: Mariana Caltabiano) en brun cocker spaniel som är Guis flickvän.
- Pitiburro (Röstskådespelare: Eduardo Jardim) en beige pitbull som är Guis vän och rival.
- Dona Iguilda (Röstskådespelare: Mariana Caltabiano) en westie som är Guis moder.
- Fifivelinha (Röstskådespelare: Mariana Caltabiano) en flicka med purpur hår.
- Ribaldo "Riba" (Röstskådespelare: Arly Cardoso) en grå mus.
- Róquete Spaniel (Röstskådespelare: Mariana Caltabiano) en fransk beige spaniel som är Cróquetes äldre kusin.
- Professora Jararaca en grön orm.
- Pitibela en beige pitbull som är Pitiburros flickvän.
- Pitbalinha en liten beige pitbull som är Pitiburros yngre bror.
- Jaiminho en gris.
- Nerdson en nörd pojke som är Guis granne.
- Irmãozão en stor och stark beige hund.
- Justin Bibelô en gul tonåring fågel.
- Lívia en tanfärgad hund.
- Jack Pé D'Curry en fransk rosa hund.
- Rafael Chacal en spansk tennisspelare som är en parodi på Rafael Nadal.